# 伊藤秀雄 (文芸評論家)
伊藤 秀雄（いとう ひでお、1925年1月2日 - ）は、推理・冒険小説研究家。

## 人物・来歴
神奈川県川崎市生まれ。1949年日本大学法文学部文学科卒。1950年川崎市役所に勤務。のち日大講師。黒岩涙香の古書を収集、これを研究した。
1986年『明治の探偵小説』で日本推理作家協会賞受賞。1989年、「黒岩涙香―探偵小説の元祖」で大衆文学研究賞研究・考証部門を受賞。
大衆文学研究会・日本文芸家協会各会員。「探偵趣味」同人。

## 著書
- 『黒岩涙香 その小説のすべて』桃源社 1971
- 『黒岩涙香伝』国文社 1975
- 『黒岩涙香研究』幻影城 (幻影城評論研究叢書）1978
- 『明治の探偵小説』晶文社 1986.10　のち双葉文庫
- 『黒岩涙香 探偵小説の元祖』三一書房 1988.12
- 『大正の探偵小説 涙香・春浪から乱歩・英治まで』三一書房 1991.4
- 『昭和の探偵小説 昭和元年～昭和20年』三一書房 1993.2
- 『近代の探偵小説』三一書房 1994.6
- 『涙香外伝』三一書房 1995.6
- 『人生の四季と文学 七十歳の提言』北宋社 1996.11
- 『髪の歴史』北宋社 1997.12

### 編纂
- 『少年小説大系 第2巻 押川春浪集』 三一書房 1987.10
- 『少年小説大系 第1巻 明治少年小説集』 三一書房 1989.3
- 『少年小説大系 第12巻 明治大正冒険小説集』 三一書房 1994.6
- 『黒岩涙香の研究と書誌 黒岩涙香著訳書総覧』(翻訳研究・書誌シリーズ 別巻 1)榊原貴教共編著 ナダ出版センター 2001.6
- 『明治探偵冒険小説集1 黒岩涙香集』2005.4 (ちくま文庫)
- 『明治探偵冒険小説集2 快楽亭ブラック集』2005.5 (ちくま文庫)
- 『明治探偵冒険小説集3 押川春浪集』2005.6 (ちくま文庫)
- 『明治探偵冒険小説集4 傑作短篇集 露伴から谷崎まで』2005.7 (ちくま文庫)

## 参考
- 『明治の探偵小説』双葉文庫、あとがき